# Paedophilia : The Radical Case
Paedophilia : The Radical Case ("Pedofilia: O caso radical") é um ensaio sobre a pedofilia publicado em 1980, escrito pelo ativista pedófilo com dupla nacionalidade irlandesa e britânica Tom O'Carroll, ex-presidente da associação Paedophile Information Exchange (PIE). No livro, Tom O'Carroll defende a aceitação das relações sexuais consensuais entre adultos e menores e relata a sua experiência no PIE.

## Sinopse
Tom O'Carroll baseia-se nos estudos de Sigmund Freud sobre a sexualidade infantil para defender a ideia de que as crianças podem desejar, consentir e desfrutar as relações sexuais com adultos. O autor sustenta que cada etapa da relação sexual entre um adulto e uma criança pode ser "negociada" com "pistas e sinais, verbais e não-verbais, de modo que cada parte indica à outra aquilo que aceita e aquilo que não". O livro apresenta diversos casos de meninos que mantiveram relações sexuais com adultos, tentando demonstrar que tais experiências foram vivenciadas pelos menores como positivas até que a lei interferiu nelas. No que diz à pretensa "inocência" das crianças quanto à sexualidade, O'Carroll mantem que esta é una conseqüência forçada da desinformação sobre a sexualidade a que eles se encontram expostos.

## Recepção crítica
As críticas sobre o livro publicadas na época em jornais e revistas estiveram muito divididas, e foram do desdem mordaç até o apoio firme e total ao autor e às suas teses. A imprensa gay foi bastante compreensiva. Jim Monk, de The Body Politic, chegou a dizer: "Algum dia haverá uma escola que levará o nome de Tom O'Carroll".
A resposta do mundo acadêmico não foi tão imediata, mas ela foi contundente. Prova disso é que Google Acadêmico contém mais de noventa referências à obra. O sexólogo Richard Green inclui o livro de O'Carroll entre as suas leituras recomendadas para os estudantes de criminologia da Universidade de Cambridge e em 2000 convidou o autor para falar na assembleia anual em Paris da Academy of Sex Researche.